# Rascló capvermell
El rascló capvermell (Lewinia striata) és una espècie d'ocell de la família dels ràl·lids (Rallidae) que habita pantans, aiguamolls, manglars, pastures i altres hàbitats de l'Índia, Sri Lanka, zona costanera del sud de la Xina, Hainan, Taiwan, Sud-est Asiàtic, illes Andaman i Nicobar, Sumatra i algunes illes properes, Java, Borneo, Sulawesi, Bali i Filipines. Considerat per diversos autors part del gènere Gallirallus.